# Edwin Mulitalo
Edwin Mulitalo é um ex-jogador profissional de futebol americano estadunidense que foi campeão da temporada de 2000 da National Football League jogando pelo Baltimore Ravens.